# Riccardo Moraschini
Riccardo Moraschini (Cento, 8 gennaio 1991) è un cestista italiano, di ruolo guardia.

## Carriera

### Dall'esordio al 2021
Cresciuto nella Virtus Bologna sin da bambino, esordisce in Serie A il 6 gennaio 2008 a neppure 17 anni di età nella gara casalinga contro l'Orlandina Basket. In due stagioni gioca complessivamente sette fugaci scampoli di partita in regular season e uno nei play-off, ma nel 2009-2010 il suo spazio in regular season aumenta a 9,9 minuti in 20 presenze. Durante la stagione 2010-2011 viene mandato in prestito all'Angelico Biella, altra squadra di Serie A, con cui realizza 3,2 punti in 11,4 minuti a partita. Nell'ottobre 2011 viene girato, sempre in prestito, alla Pallacanestro Sant'Antimo nel campionato di Legadue, chiuso con 7,3 punti di media in 23,9 minuti. Rientrato dai due prestiti, disputa l'intera stagione 2012-2013 con le vu nere a 4,1 punti in 14,3 minuti, ma a fine campionato viene messo sul mercato.
Nell'agosto 2013 il suo cartellino viene rilevato dalla Virtus Roma. Le sue medie nella capitale sono pari a 2,7 punti in 10,8 minuti in regular season e a 1,4 punti in 10,9 minuti in sette presenze ai play-off.
Il 9 agosto 2014 scende in Serie A2 alla Pallacanestro Mantovana, rimanendovi per un biennio. Chiude il primo anno con una media di 10,7 punti, 4,3 rimbalzi, 2,5 assist e 1,5 palloni rubati in 28,6 minuti di gioco, ed il secondo anno con 10,9 punti, 4,2 rimbalzi, 2,3 assist e 1,3 recuperi in 27 minuti.
Nel 2016-2017 torna in Serie A con la maglia di Trento, ricostituendo la coppia, già vista a Bologna e chiamata "8 e 9", con Filippo Baldi Rossi. Qui realizza 2,8 punti in 10,1 minuti, ma a maggio sul finire di stagione si infortuna al legamento crociato anteriore del ginocchio destro ed è costretto a saltare i play-off.
La sua carriera riprende dal club precedente, la Pallacanestro Mantovana, per la Serie A2 2017-2018. Durante questa parentesi mette a referto 13,1 punti in 30,3 minuti ad incontro.
Torna a far parte di un club della massima serie l'anno seguente, quando si trasferisce alla New Basket Brindisi. Con la formazione pugliese, allenata da Francesco Vitucci, Moraschini si mette in luce al punto tale da essere votato come miglior giocatore italiano dell'intera Serie A 2018-2019. Chiude la regular season a 12,1 punti di media, ma nell'arco della stessa annata firma il suo career high con i 30 punti segnati in occasione della vittoria casalinga su Trieste.
Le prestazioni in Puglia gli valgono la chiamata da parte dell'Olimpia Milano con un contratto triennale. Il 3 marzo 2020, nella partita casalinga contro il Real Madrid, Moraschini realizza il suo massimo in Eurolega con 21 punti, oltre a 6 rimbalzi e 4 palle rubate. Nei primi due anni a Milano, le sue cifre in campionato sono rispettivamente di 5,4 punti in 21,1 minuti e di 4,1 punti in 16,5 minuti.

### Caso antidoping
Il 21 ottobre 2021 viene diffusa la notizia della sua sospensione in via cautelare per una positività al clostebol riscontrata nel controllo a sorpresa disposto da Nado Italia al termine dell'allenamento del 6 ottobre 2021. Il 3 gennaio 2022 viene squalificato per un anno dal Tribunale Nazionale Antidoping (TNA), dietro richiesta della Procura federale che lo aveva deferito. Moraschini tuttavia contesta la decisione preannunciando l'impugnazione del provvedimento sanzionatorio e precisando che la contaminazione sarebbe avvenuta involontariamente per contaminazione, dopo essere stato a contatto con una persona che ha usato uno spray cicatrizzante contenente la sostanza vietata senza che lui ne fosse a conoscenza. Il 28 marzo 2022 l'Olimpia comunica di aver risolto con il giocatore il contratto che sarebbe scaduto il successivo 30 giugno. Il suo caso tornerà alla ribalta delle cronache nazionali un paio di anni più tardi, poiché similare a quello del tennista azzurro numero uno al mondo Jannik Sinner.

### Dal 2022 in poi
Il 2 luglio 2022 diventa un nuovo giocatore della Reyer Venezia Mestre. La sua prima partita in orogranata la disputa il successivo 23 ottobre, dopo aver finito di scontare l'anno di squalifica. L'annata con i lagunari lo vede segnare, in regular season di campionato, 5,8 punti in 16,8 minuti di utilizzo medio. Nell'estate 2023, nonostante fosse sotto contratto, non fa parte dei progetti del tecnico Neven Spahija e viene di fatto escluso dal roster.
Nel novembre 2023 rescinde con Venezia e sigla un contratto triennale con la Pallacanestro Cantù, società militante nel campionato di Serie A2. Al termine della sua seconda stagione in Brianza, contribuisce al raggiungimento della promozione nella massima serie con un apporto personale di 10,7 punti di media in regular season e 10,5 ai play-off. 

### Presenze in nazionale
Con la Nazionale Under-20 vince la medaglia d'argento all'Europeo Under-20 del 2011.
Sempre nel 2011 esordisce con la Nazionale in occasione dell'All Star Game.
Nel 2014 prende parte alle Qualificazioni per EuroBasket 2015.
Tra il giugno e il luglio del 2021 partecipa in Serbia al torneo di qualificazione olimpica: il 3 luglio 2021 viene schierato nella vittoria con la Rep. Dominicana ed il giorno successivo in quella con la Serbia, che consente alla nazionale di qualificarsi ai Giochi olimpici estivi di Tokyo 2020, disputati in realtà nel 2021 vista la pandemia di COVID-19. Moraschini viene poi incluso nella lista dei dodici convocati del CT Romeo Sacchetti, partecipando dunque alla competizione.

## Statistiche
| Cronologia completa delle presenze e dei punti in Nazionale - Italia | Cronologia completa delle presenze e dei punti in Nazionale - Italia | Cronologia completa delle presenze e dei punti in Nazionale - Italia | Cronologia completa delle presenze e dei punti in Nazionale - Italia | Cronologia completa delle presenze e dei punti in Nazionale - Italia | Cronologia completa delle presenze e dei punti in Nazionale - Italia | Cronologia completa delle presenze e dei punti in Nazionale - Italia | Cronologia completa delle presenze e dei punti in Nazionale - Italia |
| Data                                                                 | Città                                                                | In casa                                                              | Risultato                                                            | Ospiti                                                               | Competizione                                                         | Punti                                                                | Note                                                                 |
| -------------------------------------------------------------------- | -------------------------------------------------------------------- | -------------------------------------------------------------------- | -------------------------------------------------------------------- | -------------------------------------------------------------------- | -------------------------------------------------------------------- | -------------------------------------------------------------------- | -------------------------------------------------------------------- |
| 13/03/2011                                                           | Milano                                                               | Italia                                                               | 90 - 88                                                              | World Stars                                                          | All Star Game                                                        | 0                                                                    | [ 26 ]                                                               |
| 16/12/2012                                                           | Biella                                                               | Italia                                                               | 107 - 92                                                             | World Stars                                                          | All Star Game                                                        | 13                                                                   | [ 27 ]                                                               |
| 07/08/2013                                                           | Trento                                                               | Italia                                                               | 85 - 69                                                              | Georgia                                                              | Torneo amichevole                                                    | 0                                                                    |                                                                      |
| 08/08/2013                                                           | Trento                                                               | Italia                                                               | 67 - 65                                                              | Israele                                                              | Torneo amichevole                                                    | 0                                                                    |                                                                      |
| 09/08/2013                                                           | Trento                                                               | Italia                                                               | 76 - 65                                                              | Polonia                                                              | Torneo amichevole                                                    | 0                                                                    |                                                                      |
| 10/07/2014                                                           | Trento                                                               | Italia                                                               | 91 - 52                                                              | Germania                                                             | Torneo amichevole                                                    | 7                                                                    |                                                                      |
| 11/07/2014                                                           | Trento                                                               | Italia                                                               | 74 - 58                                                              | Paesi Bassi                                                          | Torneo amichevole                                                    | 3                                                                    |                                                                      |
| 12/07/2014                                                           | Trento                                                               | Italia                                                               | 74 - 68                                                              | Belgio                                                               | Torneo amichevole                                                    | 7                                                                    |                                                                      |
| 18/07/2014                                                           | Sarajevo                                                             | Italia                                                               | 60 - 76                                                              | Montenegro                                                           | Torneo amichevole                                                    | 0                                                                    |                                                                      |
| 19/07/2014                                                           | Sarajevo                                                             | Bosnia ed Erzegovina                                                 | 70 - 75                                                              | Italia                                                               | Torneo amichevole                                                    | 0                                                                    |                                                                      |
| 20/07/2014                                                           | Sarajevo                                                             | Italia                                                               | 89 - 77                                                              | Bielorussia                                                          | Torneo amichevole                                                    | 0                                                                    |                                                                      |
| 25/07/2014                                                           | Skopje                                                               | Montenegro                                                           | 84 - 86                                                              | Italia                                                               | Torneo amichevole                                                    | 0                                                                    |                                                                      |
| 27/07/2014                                                           | Skopje                                                               | Polonia                                                              | 65 - 73                                                              | Italia                                                               | Torneo amichevole                                                    | 2                                                                    |                                                                      |
| 03/08/2014                                                           | Trieste                                                              | Italia                                                               | 74 - 71                                                              | Canada                                                               | Torneo amichevole                                                    | 0                                                                    |                                                                      |
| 04/08/2014                                                           | Trieste                                                              | Italia                                                               | 99 - 71                                                              | Canada                                                               | Torneo amichevole                                                    | 2                                                                    |                                                                      |
| 05/08/2014                                                           | Trieste                                                              | Italia                                                               | 80 - 71                                                              | Serbia                                                               | Torneo amichevole                                                    | 0                                                                    |                                                                      |
| 17/08/2014                                                           | Cagliari                                                             | Italia                                                               | 90 - 60                                                              | Svizzera                                                             | Qual. Euro 2015                                                      | 0                                                                    |                                                                      |
| 27/08/2014                                                           | Bellinzona                                                           | Svizzera                                                             | 65 - 80                                                              | Italia                                                               | Qual. Euro 2015                                                      | 0                                                                    |                                                                      |
| 25/02/2019                                                           | Klaipėda                                                             | Lituania                                                             | 86 - 73                                                              | Italia                                                               | Qual. Mondiali 2019                                                  | 4                                                                    | [ 28 ]                                                               |
| 31/07/2019                                                           | Trento                                                               | Italia                                                               | 69 - 58                                                              | Costa d'Avorio                                                       | Torneo amichevole                                                    | 0                                                                    | [ 29 ]                                                               |
| 10/08/2019                                                           | Verona                                                               | Italia                                                               | 72 - 54                                                              | Venezuela                                                            | Torneo amichevole                                                    | 0                                                                    | [ 30 ]                                                               |
| 01/07/2021                                                           | Belgrado                                                             | Italia                                                               | 90 - 83                                                              | Porto Rico                                                           | Qual. Olimpiadi 2021                                                 | 0                                                                    | [ 31 ]                                                               |
| 03/07/2021                                                           | Belgrado                                                             | Italia                                                               | 79 - 59                                                              | Rep. Dominicana                                                      | Qual. Olimpiadi 2021                                                 | 2                                                                    | [ 32 ]                                                               |
| 04/07/2021                                                           | Belgrado                                                             | Serbia                                                               | 95 - 102                                                             | Italia                                                               | Qual. Olimpiadi 2021                                                 | 0                                                                    | [ 33 ]                                                               |
| 25/07/2021                                                           | Saitama                                                              | Germania                                                             | 82 - 92                                                              | Italia                                                               | Olimpiadi 2021 - Fase a gironi                                       | 8                                                                    | [ 34 ]                                                               |
| 28/07/2021                                                           | Saitama                                                              | Italia                                                               | 83 - 86                                                              | Australia                                                            | Olimpiadi 2021 - Fase a gironi                                       | 2                                                                    | [ 35 ]                                                               |
| 31/07/2021                                                           | Saitama                                                              | Italia                                                               | 80 - 71                                                              | Nigeria                                                              | Olimpiadi 2021 - Fase a gironi                                       | 0                                                                    | [ 36 ]                                                               |
| 03/08/2021                                                           | Saitama                                                              | Italia                                                               | 75 - 84                                                              | Francia                                                              | Olimpiadi 2021 - Quarti di finale                                    | 0                                                                    | [ 37 ]                                                               |
| 11/11/2022                                                           | Pesaro                                                               | Italia                                                               | 84 - 88 dts                                                          | Spagna                                                               | Qual. Mondiali 2023                                                  | 0                                                                    | [ 38 ]                                                               |
| 14/11/2022                                                           | Tbilisi                                                              | Georgia                                                              | 84 - 85                                                              | Italia                                                               | Qual. Mondiali 2023                                                  | 0                                                                    | [ 39 ]                                                               |
| 23/02/2023                                                           | Livorno                                                              | Italia                                                               | 85 - 75                                                              | Ucraina                                                              | Qual. Mondiali 2023                                                  | 4                                                                    | [ 40 ]                                                               |
| 26/02/2023                                                           | Cáceres                                                              | Spagna                                                               | 68 - 72                                                              | Italia                                                               | Qual. Mondiali 2023                                                  | 2                                                                    | [ 41 ]                                                               |
| Totale                                                               |                                                                      | Presenze                                                             | 32                                                                   |                                                                      | Punti                                                                | 56                                                                   |                                                                      |

### Campionato
| Stagione        | Squadra                   | Competizione | Partite | Partite | Partite | Statistiche tiro | Statistiche tiro | Statistiche tiro | Altre statistiche | Altre statistiche | Altre statistiche | Altre statistiche | Altre statistiche |
| Stagione        | Squadra                   | Competizione | Pres.   | Titol.  | Minuti  | Tiri da 2        | Tiri da 3        | Liberi           | Rimb.             | Assist            | Rubate            | Stopp.            | Punti             |
| --------------- | ------------------------- | ------------ | ------- | ------- | ------- | ---------------- | ---------------- | ---------------- | ----------------- | ----------------- | ----------------- | ----------------- | ----------------- |
| 2007-2008       | Virtus Bologna            | Serie A      | 5       | 0       | 16      | 0/0              | 1/1              | 0/0              | 0                 | 2                 | 0                 | 2                 | 3                 |
| 2008-2009       | Virtus Bologna            | Serie A      | 2       | 0       | 3       | 0/0              | 0/1              | 0/0              | 2                 | 0                 | 0                 | 0                 | 0                 |
| 2009-2010       | Virtus Bologna            | Serie A      | 20      | 6       | 198     | 7/24             | 5/14             | 12/18            | 15                | 11                | 9                 | 1                 | 41                |
| 2010-gen.       | Virtus Bologna            | Serie A      | 12      | 2       | 127     | 5/16             | 1/6              | 6/10             | 15                | 4                 | 5                 | 0                 | 19                |
| gen.-2011       | Pall. Biella              | Serie A      | 13      | 0       | 148     | 13/23            | 1/4              | 12/15            | 10                | 8                 | 12                | 0                 | 41                |
| 2011-2012       | Pall. Sant'Antimo         | Legadue      | 23      | 14      | 549     | 45/118           | 11/42            | 44/55            | 78                | 32                | 17                | 2                 | 167               |
| 2012-2013       | Virtus Bologna            | Serie A      | 22      | 2       | 314     | 27/58            | 2/20             | 31/44            | 43                | 20                | 12                | 2                 | 91                |
| 2013-2014       | Virtus Roma               | Serie A      | 27      | 0       | 292     | 22/53            | 5/24             | 13/14            | 37                | 16                | 13                | 0                 | 72                |
| 2014-2015       | Stings Mantova            | Serie A2     | 23      |         | 672     | 70/144           | 13/54            | 57/82            | 99                | 56                | 30                | 0                 | 236               |
| 2015-2016       | Stings Mantova            | Serie A2     | 29      |         | 794     | 93/195           | 25/79            | 73/84            | 124               | 69                | 39                | 1                 | 334               |
| 2016-2017       | Dolomiti Energia Trentino | Serie A      | 27      | 0       | 274     | 26/50            | 6/20             | 6/11             | 26                | 10                | 12                | 0                 | 76                |
| 2017-2018       | Stings Mantova            | Serie A2     | 27      |         | 817     | 74/178           | 42/143           | 79/97            | 130               | 84                | 27                | 4                 | 353               |
| 2018-2019       | N.B. Brindisi             | Serie A      | 30      | 18      | 859     | 74/158           | 48/142           | 71/95            | 99                | 85                | 34                | 1                 | 363               |
| 2019-2020       | Olimpia Milano            | Serie A      | 17      | 9       | 358     | 16/39            | 13/54            | 20/33            | 49                | 20                | 13                | 0                 | 91                |
| Totale carriera |                           |              |         |         |         |                  |                  |                  |                   |                   |                   |                   |                   |

## Palmarès

### Club

#### Squadra
- Supercoppa italiana: 1

Olimpia Milano: 2020
- Coppa Italia: 1

Olimpia Milano: 2021
- EuroChallenge: 1

Virtus Bologna: 2008-2009
- Coppa Italia LNP: 1

Pallacanestro Cantù: 2025

#### Individuale
- Miglior italiano Regular Season Serie A: 1

Brindisi: 2018-2019

#### Nazionale
- Europei Under-20:

 Spagna 2011